# Ekatarina Velika
Gli Ekatarina Velika (in serbo Екатарина Велика?; spesso abbreviato in EKV) erano un gruppo rock serbo, formatosi a Belgrado nel 1982.
Sono stati tra i gruppi musicali più influenti e di maggiore successo dell'Ex Jugoslavia. Durante i loro anni di attività hanno costruito intorno a sé un'ampia e solida base di fan, ulteriormente accresciuta dalla morte del leader Milan Mladenović, avvenuta nel 1994 e causa dello scioglimento della band.
Il nucleo della band era costituito dal cantante e chitarrista Milan Mladenović, dalla tastierista Margita Stefanović e dal bassista Bojan Pečar, con altri membri destinati a rimanere nella formazione solo per brevi periodi.

## Gli inizi
Gli Ekatarina Velika, inizialmente chiamati Katarina II (pron.: Katarina druga), si formarono nel Febbraio del 1982 a seguito dello scioglimento dei Šarlo akrobata, influente terzetto di New Wave jugoslava proveniente da Belgrado. Un litigio tra Milan Mladenović e il bassista Dušan Kojić Koja, motori trainanti dei Šarlo akrobata, portò allo scioglimento. Koja formò i Disciplina kičme, mentre Milan e il chitarrista Dragomir Mihajlović Gagi crearono i Katarina II con il bassista Zoran Radomirović Švaba e il batterista Dušan Dejanović. Il gruppo prese ispirazione per il proprio nome da un amore non corrisposto di Mihajlović, una ragazza di nome Katarina.
La sezione ritmica dei Katarina II fu la prima ad abbandonare il gruppo alla fine del 1982, con Radomirović che lasciò per entrare nei Du Du A e Dejanović che si unì agli acerrimi rivali Disciplina kičme. Mango Kuštrin diventò il nuovo batterista. Nel tentativo di arricchire il suono, il gruppo decise di aggiungere anche una tastierista, l'eccentrica Margita Stefanović, pianista di formazione classica. Poiché Kuštrin rimase per appena un mese, Ivan Vdović Vd (compagno di Milan nei Šarlo Akrobata) lo rimpiazzò all'inizio del 1983. Contemporaneamente Bojan Pečar fu reclutato come bassista.
Dopo molti litigi e cambi di formazione, il quintetto Milan, Gagi, Margita, Bojan, and Vd si mise al lavoro per l'album di debutto della band.

## Gli anni 80

### Katarina II
Nella primavera del 1983 la band prese parte alla biennale di Zagabria, ricevendo recensioni positive. Il materiale per il loro primo album fu registrato poco dopo, con l'attore Svetislav Goncić come ospite. Le canzoni furono completate nello studio 'Druga maca', di proprietà di Enco Lesić, che Milan conosceva dai tempi dei Šarlo Akrobata. Sfortunatamente, a causa di diverse ragioni, la maggior parte delle quali dovute all'equipaggiamento scadente dello studio, il materiale fu inutilizzabile e la band fu costretta a riregistrarlo. Questo avvenne l'anno successivo negli studi della RTV Slovenia di Lubiana, accettando un invito dell'amico musicista Srđan Marjanović.
L'album omonimo di debutto dei Katarina II fu finalmente pubblicato nel 1984. La maggior parte dei testi fu scritta da Mladenović tranne che per "Vrt" (Il giardino) e "Platforme" (Le piattaforme) (scritti da Mihajlović), mentre le musiche erano frutto di una collaborazione tra i due. In pezzi come "Aut" (Fuori), "Jesen" (Autunno), "Radostan dan" (Giorno felice), "Treba da se čisti" (Deve essere pulito) e "Ja znam" (Io so) la band riuscì a legare felicemente la descrittiva sensibilità lirica di Milan con un energico stile New Wave. Spesso considerato uno dei lavori più schietti della band, se non il migliore, l'album non ottenne mai molta popolarità di massa, soprattutto a causa delle sue sonorità alquanto inaccessibili e artistiche, senza spazio per un'orecchiabilità commerciale.
Poco dopo la pubblicazione dell'album la band affrontò altri cambiamenti di formazione. Proprio come nei Šarlo akrobata e ancora prima nei Limunovo drvo, Mladenović e Mihajlović non andarono mai davvero d'accordo e i loro scontri di personalità continuarono. Per di più, Mihajlović ebbe diversi problemi con la legge, finendo perfino in carcere. Una volta uscito, fu informato dai propri compagni che non faceva più parte dei Katarina II. La faccenda, tuttavia, non fini lì. Infatti Mihajlović, rivendicando i diritti sul nome "Katarina II", costrinse la band a cercarne un altro. I restanti membri decisero per Ekatarina Velika ('Caterina la grande', come Caterina II di Russia), o abbreviato EKV.
Inoltre il batterista Vd uscì dal gruppo a causa di problemi di droga, finendo poi nei Du Du A. Il suo rimpiazzo alla batteria fu Ivan Fece Firchie.

## Membri
- Milan Mladenović - voce, chitarra
- Margita "Magi" Stefanović - tastiere, cori
- Dragomir "Gagi" Mihajlović - chitarra (Febbraio 1982 - 1984)
- Zoran "Švaba" Radomirović - basso (Febbraio 1982 - fine 1982)
- Dušan Dejanović - batteria (Febbraio 1982 - fine 1982)
- Branko "Mango" Kuštrin - batteria (fine 1982 - inizio 1983)
- Bojan Pečar - basso (inizio 1983 - inizio 1990)
- Ivan "Vd" Vdović - batteria (inizio 1983 - autunno 1984)
- Ivan "Firchie" Fece - batteria (autunno 1984 - fine 1985), (inizio 1988 - Maggio 1988)
- Ivan "Raka" Ranković - batteria (fine 1985 - inizio 1987)
- Srđan "Žika" Todorović - batteria (inizio 1987 - inizio 1988), (Maggio 1988 - inizio 1990)
- Marko Milivojević - batteria (inizio 1990 - estate 1994)
- Miško Plavi - basso (inizio 1990 - primavera 1991)
- Dušan Petrović and Bata Božanić - basso (primavera 1991 - autunno 1991)
- Dragiša "Ćima" Uskoković - basso (autunno 1991 - fine 1993)
- Bole Stanojević - basso (estate 1994)

## Discografia

### Album studio
- 1984  Katarina II
- 1985  Ekatarina Velika (Caterina la Grande)
- 1986  S vetrom uz lice (Contro il vento)
- 1987  Ljubav (Amore)
- 1989  Samo par godina za nas (Solo pochi anni per noi)
- 1991  Dum Dum (Bang bang)
- 1993  Neko nas posmatra (Qualcuno ci sta guardando)

### Live
- 1987  EKV 19LIVE!86
- 1997  Live 88
- 2001  Kao u snu - EKV Live 1991 (Come in un sogno - EKV Live 1991)

### Album tributo
- 2003 Kao da je bilo nekad
- 2003 Jako dobar tattoo - Tribute to EKV